# Cruel (canción de Toto)
«Cruel» es el tercer y último sencillo del álbum Mindfields de la banda estadounidense de Rock, Toto, lanzado en el año 1999.

## Información
La canción fue escrita por Steve Lukather, Bobby Kimball y Simon Phillips, tuvo un éxito posicionándose en #40 en el Billboard Hot 100. La música de la canción presenta el estilo de Toto en la época del Toto IV, en especial con su canción Rosanna.

## Videoclip
El video musical retrata a la banda en un concierto en Yokohama, Japón, además de ilustrar la banda en el video también aparecen escenas de famosas películas y dibujos animados, como Laurel & Hardy y las primeras apariciones en la televisión de Mickey Mouse en los años cincuenta. Al ser una actuación en directo real la canción en lugar de durar 5 minutos y 58 segundos, dura 7 minutos y 3 segundos. En cuanto a la música, el solo de guitarra es muy diferente al original.

## Lista de canciones
1. "Cruel" (5:58)
2. "Better World" (7:44)

## Apariciones en vivo
La canción ha estado en su gira correspondiente en el Mindfields World Tour y en el Falling In Between Tour. En la primera, se tocó después de I Won't Hold You Back, y en la segunda se tocó después de I'll Be Over You.